# Björken (Lilla Malma socken, Södermanland)
Björken är en sjö i Flens kommun i Södermanland och ingår i Nyköpingsåns huvudavrinningsområde. Sjön har en area på 0,494 kvadratkilometer och ligger 38,2 meter över havet. Sjön avvattnas av vattendraget Malmaån (Smedstorpsån).

## Delavrinningsområde
Björken ingår i det delavrinningsområde (656111-154656) som SMHI kallar för Utloppet av Björken. Medelhöjden är 62 meter över havet och ytan är 12,86 kvadratkilometer. Räknas de 2 avrinningsområdena uppströms in blir den ackumulerade arean 69,68 kvadratkilometer. Malmaån (Smedstorpsån) som avvattnar avrinningsområdet har biflödesordning 3, vilket innebär att vattnet flödar genom totalt 3 vattendrag innan det når havet efter 87 kilometer. Avrinningsområdet består mestadels av skog (75 procent) och jordbruk (11 procent). Avrinningsområdet har 0,89 kvadratkilometer vattenytor vilket ger det en sjöprocent på 6,9 procent.